# كورت دارين
كورت دارين (بالإنجليزية: Kurt Darren)‏ هو مغني وكاتب أغاني جنوب أفريقي، ولد في 19 فبراير 1970 في بريتوريا في جنوب أفريقيا.

## وصلات خارجية
- الموقع الرسمي
- كورت دارين على موقع IMDb (الإنجليزية)
- كورت دارين على موقع ميوزك برينز (الإنجليزية)
- كورت دارين على موقع أول ميوزيك (الإنجليزية)
- كورت دارين على موقع ديسكوغز (الإنجليزية)
- كورت دارين على موقع قاعدة بيانات الفيلم (الإنجليزية)